# Gułtowy (przystanek kolejowy)
Gułtowy – przystanek kolejowy w Gułtowach, w województwie wielkopolskim.

## Ruch pasażerski[1]
| Rok  | Wymiana pasażerska na dobę |
| ---- | -------------------------- |
| 2017 | 100-149                    |
| 2018 | 150-199                    |
| 2019 | 200-299                    |
| 2020 | 100-149                    |
| 2021 | 100-149                    |
| 2022 | 200-299                    |
| 2023 | 200-299                    |

## Wypadek kolejowy
1 lipca 1936 r. na stacji doszło do katastrofy kolejowej.